# Barbana (otok)
Barbana je otok na vzhodnem koncu Gradeške lagune.To je mesto Santuario di Barbana, starodavnega marijanskega svetišča, katerega izvor sega v leto 582, ko je Elia, oglejski patriarh, zgradil cerkev blizu koče puščavnika iz Trevisa po imenu Barbanus. Otok, do katerega se vozijo potniške ladjice iz bližnjega Gradeža, naseljuje majhna skupnost frančiškanskih bratov.

## Opis
Razprostira se na približno treh hektarjih in približno pet kilometrov od Gradeža, stalno naseljeno skupnostjo benediktinskih menihov. Ime verjetno izvira iz Barbana, puščavnika iz 6. stoletja, ki je živel v kraju in je okoli sebe zbral skupnost menihov. Nastanek otoka je relativno nov: Gradeška laguna je nastala med 5. in 7. stoletjem na območju, ki ga je prej zasedlo kopno. Na tem mestu je bil v rimskih časih tempelj Apolona Belena in verjetno karantensko območje bližnjega oglejskega pristanišča.
Majhen gozd se razprostira na zahodni strani otoka in pokriva več kot polovico njegove površine: najpogostejše vrste so navadni koprivovec, obmorski borovci, magnolije, ciprese, bresti. Otok je z Gradežem povezan z redno trajektno linijo, ki odpelje iz Canale della Schiusa (potovanje traja približno 20 minut plovbe), opremljen pa je tudi z majhnim pristaniščem in je dostopen tudi z zasebnimi prevoznimi sredstvi.

## Umetnost in arhitektura
Sodobna cerkev je bila zgrajena v neoromanskem slogu v začetku 20. stoletja. Starodavni ostanki vključujejo dva rimska stebra iz prve cerkve in relief iz 10. stoletja, ki prikazuje Jezusa. Kronan Marijin kip je iz 15. stoletja, 17. stoletje pa predstavlja več oltarjev in slik, med njimi tudi ena iz šole Tintoretta.
V gozdu pri cerkvi je bila leta 1854 na mestu, kjer je bila najdena izvirna Marijina podoba, zgrajena majhna kapelica (Cappella dell'apparizione).
Krstilnik cerkve podpira lik Hudiča, izklesan v rdečem marmorju. Je delo Claudia Granzotta, frančiškanskega brata in znanega verskega umetnika iz sredine 20. stoletja. Katoliška cerkev ga je razglasila za blaženega in razmišlja o kanonizaciji.

## Galerija
- marijino svetišče
- Stebri iz 6. st.
- Notranjost cerkve.